# Быково (Дорогобужский район)
Быково — деревня в Дорогобужском районе Смоленской области России. Входит в состав Усвятского сельского поселения.
Расположена в центральной части области в 18 км к западу от Дорогобужа, на автодороге Р134 «Старая Смоленская дорога» Смоленск — Дорогобуж — Вязьма — Зубцов.
Население 177 человек (2007 год).
Имеется два магазина, детский сад «Солнышко», клуб, библиотека, футбольное поле[значимость факта?].

## История
Известна как минимум с 1661 года (упоминается как владение Бизюкова монастыря и Неверовичей). В 1894 году в деревне была открыта земская школа.

## Достопримечательности
- Недалеко от деревни находится сернистый родник, имеется шахта